# Дискография группы «Мельница»
«Мельница» — российская фолк-рок-группа, основанная в 1999 году. Репертуар группы насчитывает девять полноценных альбомов, несколько мини-альбомов (использовались как подарки для зрителей некоторых концертов) и сборники песен. Аудиозаписи группы неоднократно занимали высокие места в музыкальных чартах. В данной статье представлена полная дискография группы.

## Студийные альбомы

### Дорога сна (2003)
Первый полноформатный сольный CD Мельницы. Иллюстрации к обложке нарисованы Алиной Галеевой. Переиздан после ремастеринга в 2017 году в формате слипкейса с буклетом текстов песен и иллюстраций.
1. Дорога сна
2. Горец
3. Ольга
4. Лорд Грегори
5. Змей
6. Тарантелла
7. Зима
8. Оборотень
9. Рапунцель
10. Воин вереска
11. Мора
12. На север

### Перевал (2005)
Второй альбом Мельницы. Переиздан после ремастеринга в 2017 году в формате слипкейса с буклетом текстов песен и иллюстраций.
1. Ночная кобыла
2. Господин горных дорог
3. Весна
4. Фуга
5. Чужой
6. Ворон
7. Голем
8. Мертвец
9. Вереск
10. Прялка
11. Королевна
12. Вереск (инструментал) — скрытый трек, расположенный в конце альбома после 5-минутной паузы

### Зов крови (2006)
1. Невеста Полоза
2. Зов крови
3. Двери Тамерлана
4. Травушка
5. Сестра
6. Полнолуние
7. Сказка о Дьяволе
8. Дракон
9. Ай, волна
10. Ворожи
11. Огонь
12. Лента в волосах
13. Белая кошка (только в подарочном издании)
14. Рапунцель (только в подарочном издании)

### Дикие травы (2009)
1. Опасное лето
2. Далеко
3. Шелкопряд
4. А если бы он…
5. Ведьма
6. Кувшин
7. Княже
8. Ветер
9. Шаман
10. Волкодав
11. Ушба
12. Океан

### Ангелофрения (2012)
1. Одной крови
2. Дороги
3. Неперелётная
4. Контрабанда
5. Река
6. Гори, Москва!
7. Не успеваю
8. Поезд на Мемфис
9. Что ты знаешь
10. Ангел
11. Баллада о борьбе (бонус-трек, кавер песни Владимира Высоцкого)

### Алхимия (2015)
Шестой полноценный альбом группы. Релиз 9 октября 2015 года
1. Gaudete
2. Анестезия
3. Марсианский экспресс
4. Никогда
5. Золото тумана
6. Об устройстве небесного свода
7. Радость моя (при участии Эдмунда Шклярского)
8. St. Exupery Blues
9. Тристан
10. Прощай
11. Война
12. Dreadnought

### Химера (2016)
Седьмой студийный альбом группы. Релиз 15 октября 2016 года.
Альбом «Химера» позиционируется как вторая часть концептуального диптиха, первой частью которого стала «Алхимия». 26 и 27 октября 2016 года альбом презентуется российской публике в клубе Yotaspace в Москве, а 12 ноября — украинской публике в Киеве — в Центре культуры и искусств Национального авиационного университета. В феврале 2017 года планируется мини-тур по Южной России — 23 февраля в Краснодаре, 24 — в Ставрополе и 26 — в Ростове-на-Дону.
1. Бес джиги
2. Голубая трава
3. Изольда
4. Чёрный дрозд (при участии Бориса Гребенщикова)
5. Волчья луна
6. Кицунэ
7. Любовь во время зимы
8. Обряд
9. Колесо
10. Витраж
11. Список кораблей

### Манускрипт (2021)
Был опубликован в интернете 12 марта 2021 года.
1. Intro
2. Апельсиновая джига
3. Апельсиновая баллада (О Петре и Тавифе)
4. Рукописи
5. Филидель
6. Мне нужен снег
7. Грифон
8. Хамсин
9. Джинн
10. Сонет
11. Тёмные Земли

### Символ солнца (2023)
Опубликован в интернете 20 октября 2023 года. Хелависа: «От нас давно ждали „славянских мотивов“, и можно сказать, что в новом материале мы осторожно топчем и эту поляну, практически ходим по углям».
1. Кащей
2. Царевич
3. Сердце ястреба
4. Оберег
5. Держи
6. Золото
7. Одиночка
8. Василиса
9. Аврора
10. Дом без дома
11. Тиамат-блюз
12. Волчья (только в версии на CD)
13. Оберег (Acoustic Version)

## Синглы

### Рождественские песни (2011)
Издан ограниченным тиражом в 2000 экземпляров и распространялся в качестве подарка на концертах 13 и 14 января 2011 года в Московском театре эстрады. Продажа, допечатка и переиздание сингла не планируются, однако сингл был полностью включён в состав сборника «Знак четырёх» в качестве бонус-треков в переизданной версии альбома «Дикие травы».
1. Береги себя
2. Овечка

### Рукописи (2020)
Дата релиза — 16 октября 2020 года. Первый сингл с альбома «Манускрипт».
1. Рукописи

### Тёмные Земли (2020)
Дата релиза — 11 декабря 2020 года.
Группу «Мельница» и компанию Blizzard Entertainment связывает опыт успешной работы над песней «Дочь морей», сопровождавшей выход дополнения World of Warcraft: Battle for Azeroth. В российской локализации этого ролика Наталья О’Шей стала «голосом Джайны», и это исполнение было очень высоко оценено поклонниками игры по всему миру. «Тёмные земли» — новая коллаборация между «Мельницей» и Blizzard Entertainment. Специально к выходу нового дополнения World of Warcraft: Shadowlands группа записала эксклюзивную песню «Тёмные земли». Классическое звучание «Мельницы» в этой мощной балладе сочетается с образами и сюжетными отсылками, которые придутся по душе всем поклонникам игры. Песня «Тёмные земли» также войдёт в альбом «Манускрипт».
1. Тёмные Земли

### Кащей (2022)
Дата релиза — 10 июня 2022 года. По словам Хелависы, «„Кащей“ — это шаг к новому материалу и новому звучанию, практически формообразующая песня этого сезона».
1. Кащей

### Сердце ястреба (2022)
Дата релиза — 9 сентября 2022 года.
1. Сердце ястреба

## Концертные альбомы

### Ангелофрения Live (2014)
Запись живого концерта группы, который состоялся 28 апреля 2012 года в клубе «Arena Moscow».
1. Далеко (Live)
2. Дороги (Live)
3. Ангел (Live)
4. Что ты знаешь (Live)
5. Ведьма (Live)
6. Контрабанда (Live)
7. Ай, волна (Live)
8. Гори, Москва! (Live)
9. Неперелётная (Live)
10. Ночная кобыла (Live)
11. Поезд на Мемфис (Live)
12. Река (Live)
13. Невеста Полоза (Live)
14. Волкодав (Live)
15. Господин горных дорог (Live)
16. Мора (Live)

### LIVE 25 (2024)
Альбом вышел 20 сентября 2024 года и приурочен к 25-летию группы. Треки записаны на концертах нескольких туров «Мельницы»: Красноярск (11 января 2020), Санкт-Петербург (14 мая 2022 и 2 июня 2023), Нижний Новгород (17 апреля 2023), Москва (19 января 2024) и Зеленоград (2 марта 2024).
Хелависа: «Это эффект живого концерта, который будет доступен по всему миру, даже в тех локациях, куда мы не можем доехать. Нам самим было интересно собрать двадцать пять треков на наше двадцатипятилетие и посмотреть, как старые песни дружат с новыми в треклисте. И ещё — последовательность песен мы составляли именно как если бы это действительно был концерт, а не по принципу сборника».
1. Кащей (Live)
2. Дороги (Live)
3. Дорога Сна (Live)
4. Ветер (Live)
5. Филидель (Live)
6. Шелкопряд (Live)
7. Сердце ястреба (Live)
8. Царевич (Live)
9. Колесо (Live)
10. Тристан (Live)
11. Оборотень (Live)
12. Тиамат-блюз (Live)
13. Дракон (Live)
14. Обряд (Live)
15. Оберег (Live)
16. Лента в волосах (Live)
17. Кицунэ (Live)
18. Мора (Live)
19. Прялка (Live)
20. Грифон (Live)
21. Никогда (Live)
22. Любовь во время зимы (Live)
23. Невеста Полоза (Live)
24. Хамсин (Live)
25. Анестезия (Live)

## Сборники

### Двери Тамерлана (2002)
Магнитоальбом, официально не издавался — группа возила с собой кассету на «Зиланткон» в Казань в 2002 году. С «Археологии» были взяты «Богиня Иштар», «Двери Тамерлана», «Дракон». Кроме «Королевны», Хелависа сольно исполняет «Дуб, терновник и ясень». Также в альбоме присутствуют три концертных записи — песни «Горец», «Оборотень» и «На север».
1. Богиня Иштар
2. Двери Тамерлана
3. Дракон
4. Королевна
5. Дуб, терновник и ясень
6. Горец
7. Оборотень
8. На север

### The Best (2007)
1. На север
2. Дорога сна
3. Господин горных дорог
4. Травушка
5. Ночная кобыла
6. Чужой
7. Огонь
8. Рапунцель
9. Ворожи
10. Прялка
11. Оборотень
12. Полнолуние
13. Мора
14. Королевна
15. Невеста Полоза
16. Горец

### Мельница. Лучшие песни (2009)
Студия «Монолит»
1. Невеста Полоза
2. Дорога сна
3. Ворожи
4. Ветер
5. Горец
6. Двери Тамерлана
7. Далеко
8. Полнолуние
9. Господин горных дорог
10. Волкодав
11. Лорд Грегори
12. Ночная кобыла
13. А если бы он…
14. Ай, волна
15. Рапунцель
16. Кувшин
17. Травушка
18. Лента в волосах
19. Шелкопряд
20. Фуга

### 2.0 (2019)
Юбилейный альбом. Состоит из уже выпущенных песен, записанных ещё раз в новой, «винтажной», обработке (второе название альбома — Vintage Sessions). Дата релиза — 22 сентября.
1. Бес джиги
2. Голубая трава
3. На север
4. Зов крови
5. Воин вереска
6. Ночная кобыла
7. Оборотень
8. Марсианский экспресс
9. Далеко
10. Мора
11. Опасное лето
12. Любовь во время зимы
13. Гори, Москва!
14. Список кораблей

## Мини-альбомы
Периодически группа выпускает небольшие подарочные альбомы. Как правило, их бесплатно раздают посетителям некоторых концертов.

### Master of the Mill (2004)
Диск не является полноценным альбомом. Он был выпущен очень ограниченным тиражом в 1000 экземпляров, как сюрприз для посетителей концерта в ДК Горбунова. Включает в себя треки, ранее изданные только на сборниках проекта «Археология», и несколько эксклюзивных каверов. Также распространялся во время проведения традиционного фестиваля «Майское древо» в Выборге в конце мая 2004 года.
Рецензия журнала Play 
1. Master of the Wind
2. Голем
3. Двери Тамерлана
4. Луч солнца золотого
5. Травушка
6. Дракон
7. Богиня Иштар

### Рождественские песни (2011)
Диск не является полноценным альбомом. Он был выпущен очень ограниченным тиражом в 2000 экземпляров как сюрприз для посетителей концертов в Театре эстрады. Включает в себя треки, никогда ранее не издававшиеся (переизданы в бокс-сете «Знак четырёх» как бонус-треки к альбому «Дикие травы»).
1. Береги себя
2. Овечка

### Радость моя (2013)
Рождественский мини-альбом, который вышел 11 января 2013 года и раздавался на рождественском концерте «Мельницы» в Москве в Доме музыки. Группа задумала сделать этот альбом вместо переиздания альбома «Ангелофрения».
1. Радость моя
2. Призрачные кони
3. Неукротимое племя
4. Дороги (акустика)
5. Дождь для нас (кавер песни группы «Кино»)

## Песни группы в составе разных сборников
Записи «Мельницы» присутствуют также на следующих альбомах:

### Проект Археология — диск 1 (2002)
- Двери Тамерлана
- Дракон
- Богиня Иштар

### Проект Археология — диск 3 (2002)
- Ольга
- Тарантелла
- Травушка

### Живая вода (2004)
- Зима

### Проект Археология — диск 4 (2004)
- Чертова пляска
- Сэр Джон Бэксворд

### Крылья 2004, часть 1 (2004)
- Дорога сна

### Rock линия 2 (2004)
- Дорога сна

### Rock линия 4 (2004)
- Ночная кобыла

### Проект Археология. Лучшее 2002—2004 (2005)
- Ольга
- Богиня Иштар
- Сэр Джон Бэксворд

### Rock движение. Vol.4 (2006)
- Господин горных дорог

### Настроение! Рок (2006)
- Ночная кобыла

### Сердцебиение (2006)
- Чужой

### Rock линия 7 (2006)
- Мертвец

### Rock линия 8 (2006)
- Ворон

### Rock линия 9 (2006)
- Весна
- Ворон

### Фолк Навигация (2008)
- Далеко

### Часть Речи — Похороны Мух (2009)
- Невеста полоза (Remix) (в качестве бонус трека)

### «Соль» (2010)
- Окрасился месяц багрянцем